# Chevrolet small-block engine
 (mars 2016).
Si vous disposez d'ouvrages ou d'articles de référence ou si vous connaissez des sites web de qualité traitant du thème abordé ici, merci de compléter l'article en donnant les références utiles à sa vérifiabilité et en les liant à la section « Notes et références ».
Le small-block Chevrolet est une famille de moteurs V8 construits par General Motors de 1955 à 1998. Le premier V8 de cette famille est un 4,3 L conçu pour la Corvette.
Le moteur small-block sera remplacé dans les années 1990 par les V8 LT, puis LS. Le moteur est toujours construit sous forme de « crate engine » (moteur de remplacement prêt à installer). C'est le moteur ayant eu la plus longue longévité avec le V8 Rolls-Royce. Tous les moteurs sont à soupapes en tête, avec deux soupapes par cylindre. D'abord équipés de carburateurs, ils connaitront l'injection mécanique puis électronique.

## Moteurs à alésage de base de95,2mm(1955-1973)

### 265
Premier moteur small-block, il est conçu pour la Corvette C1 de 1955, afin de remplacer le six-cylindres 235. Il sera installé sur d'autres modèles la même année.
En 1955, le moteur possède un rapport volumétrique de 8.0:1, un carburateur double ou quadruple corps, et un allumage réglé 4° avant le point mort haut. L'ordre d'allumage est 1-8-4-3-6-5-7-2. Les versions à carburateur deux corps produisent 164 ch (121 kW) à 4 400 tr/min, et 348 N m de couple à 2 200 tr/min. Les versions à carburateur quatre corps sont données pour 182 ch (134 kW) à 4 600 tr/min (198 ch (145 kW) à 5 000 tr/min pour la Corvette), et 353 N m à 2 800 tr/min (3 200 tr/min pour la Corvette).
En 1956, la version à carburateur deux corps reste inchangée ; en revanche, les autres versions sont revues, avec un taux de compression porté à 9.25:1. Équipé d'un carburateur quadruple corps, le moteur produit désormais 208 ch (153 kW) à 4 600 tr/min (213 ch à 5 200 tr/min sur la Corvette), ainsi que 363 N m à 3 000 tr/min 363 N m à 3 200 tr/min sur la Corvette). Une autre nouveauté est l'introduction de la version à deux carburateurs quadruple corps, donnée pour 225 ch à 5 200 tr/min, et 366 N m à 3 600 tr/min. Sur la Corvette, le type de bougie utilisé est différent (AC-C43, contre AC 44-5 pour les autres versions). Lorsque le V8 à carburateur deux corps est associé à la transmission automatique Powerglide, la puissance est portée à 170 ch. À la fin de cette année, le V8 disparait, remplacé par le V8 283 (4,6 L)

### 283
Le moteur 265 passe à 283 (4,6 L) par augmentation de l'alésage à 98,4 mm en 1957. L'ordre d'allumage reste inchangé. La version à carburateur deux corps possède un rapport volumétrique plus élevé (8.5:1), pour une puissance de 188 ch (138 kW) à 4 600 tr/min et un couple de 373 N m à 2 400 tr/min. La version à carburateur quatre corps est donnée pour 223 ch (164 kW) à 4 800 tr/min et 407 N m à 3 000 tr/min. La version à deux carburateurs à double corps est disponible en version 248 ch (183 kW) à 5 000 tr/min, 407 N m à 3 000 tr/min ou 274 ch (201 kW) à 6 000 tr/min, 386 N m à 4 200 tr/min), mais seulement sur la Corvette. Toutes les versions à carburateurs quatre corps et deux carburateurs quatre corps utilisent un rapport volumétrique de 9.5:1.
La grande nouveauté de 1957 est l'apparition d'une injection mécanique sur la Corvette. Avec un taux de compression de 9.5:1, le moteur développe 253 ch (186 kW) à 5 000 tr/min, et 414 N m à 3 800 tr/min. Avec un taux de compression de 10.5:1, le moteur passe à 287 ch (211 kW) à 6 200 tr/min, et 393 N m à 4 400 tr/min.
En 1958, les versions 274 et 287 ch (270 et 211 kW) disparaissent. La version à carburateur quatre corps passe à 233 ch (172 kW).
En 1959, une nouvelle version à injection apparait : doté d'une avance à l'allumage de 14° et d'un taux de compression de 10.5:1, la puissance est de 294 ch (216 kW) à 6 200 tr/min, et le couple est de 393 N m à 4 400 tr/min.
En 1960, la version à injection voit sa puissance grimper encore (319 ch (235 kW) à 6 200 tr/min), avec une version 279 ch (205 kW) disponible. Cette augmentation de puissance est rendue possible par l'augmentation du rapport volumétrique (11.0:1). L'avance à l'allumage sur la version 319 ch (235 kW) est de 18°, et 8° sur la version 279 ch.
Toutes ces versions vont disparaitre à la fin de l'année 1961, avec l'introduction du nouveau small-block 327. Seule la version à carburateur double corps persistera.

### 307
À ne pas confondre avec le 307 Oldsmobile, ce moteur est disponible uniquement de 1968 à 1973 sur les modèles Chevrolet. En 1968, il est disponible uniquement avec un carburateur deux corps, pour une puissance de 203 ch (149 kW) à 4 600 tr/min, et 407 N m à 2 400 tr/min. Le taux de compression est de 9.0:1, et la course du moteur est de 82,5 mm. L'ordre d'allumage est le même que celui du 283, mais l'avance à l'allumage est ramenée à 2°. Ce moteur n'évoluera pas durant sa carrière et sera supprimé du catalogue en 1973.

## Moteur à alésage de base de101,6mm(1962-1998)
C'est à cette famille qu'appartient le célèbre moteur 350, qui est une référence en termes de possibilité de préparation.

### 327
Le moteur 327 (5,4 L) succède au moteur 283 en 1962. Il se caractérise par un alésage de 101,6 mm, et une course de 82,5 mm. Ce moteur devient le seul moteur à équiper les Corvette, et ce jusqu'en 1965. Il est disponible avec un carburateur quatre corps ou une injection mécanique Rochester. Avec un taux de compression de 10.5:1, la version de base produit 253 ch (186 kW) à 4 400 tr/min, pour 475 N m de couple à 2 800 tr/min. Une version plus poussée offre 304 ch (224 kW) à 5 000 tr/min, et 488 N m à 3 200 tr/min. Avec un taux de compression de 11.25:1, la puissance s'envole à 345 ch (254 kW) à 6 000 tr/min, et 466 N m à 4 000 tr/min. La version à injection dispose elle de 365 ch (268 kW) à 6 000 tr/min, et 477 N m à 4 000 tr/min. Sur ces versions à haut rapport volumétrique, l'avance à l'allumage est portée à 10°.
En 1964, la version carburateur quatre corps voit son taux de compression ramené à 11.0:1, et sa puissance augmenter à 370 ch (272 kW) à 6 200 tr/min, pour 475 N m à 4 000 tr/min. La version à injection possède le même taux de compression, et une puissance de 380 ch (280 kW) à 6 200 tr/min. Cette version est appelée L-84, et il s'agit du plus puissant 327 produit jusqu'alors. La version L-84 disparaitra à la fin de l'année 1965, et en 1967, seule la version 304 ch (224 kW) reste disponible. Le moteur disparait totalement en 1969.

### 350
Le V8 350 apparait en 1967 en tant qu'option sur la Chevrolet Camaro (L-48). Ce moteur possède une course rallongée (88,4 mm) par rapport au 327.
- L-48

La version L-48 sera produite de 1967 à 1980. Il était monté sur les versions SS 350 des Chevrolet Camaro 67 et 68 et constituera le moteur de base de la Corvette dans les années 1970. La version de 1967 produit 299 ch à 4 800 tr/min, et 515 N m à 3 200 tr/min, grâce à un rapport volumétrique de 10.25:1. Le moteur gagne cinq chevaux (4 kW) l'année suivante. Le L-48 ne fera pas d'apparition entre 1971 et 1973. En 1974, il est introduit sur la Corvette comme moteur de base. Mais les normes anti-pollution et le changement des standards pour les mesures de puissance résultent en une puissance de seulement 167 ch (123 kW) à 3 800 tr/min, et 346 N m à 2 400 tr/min, avec un rapport volumétrique de 8.5:1. Toutefois, sa puissance évoluera positivement, avec une augmentation de 15 ch (11 kW) en 1976 (+ 20 N m de couple). En 1977, la puissance atteint 188 ch (138 kW) à 4 000 tr/min, et le couple 380 N m à 3 200 tr/min. En 1979, c'est 198 ch (145 kW) qui seront disponibles, au même titre que 386 N m de couple. La production s'arrête en 1980.
- ZQ3

La version ZQ3 constitue le moteur de base de la Corvette de 1969 à 1973, avant de disparaitre en 1975. La puissance de ce V8 est de 304 ch (224 kW) en 1970, pour un couple de 515 N m, grâce au taux de compression de 10.25:1.
La puissance décline dès 1972, avec le ZQ3 n'affichant plus que 203 ch (149 kW) à 4 400 tr/min, et 407 N m à 2 800 tr/min, en raison notamment du taux de compression réduit (8.5:1). En 1973, le moteur perd dix chevaux et 41 N m de couple, avant de laisser place au L-48 de 167 ch (123 kW).
- L-46

Le moteur L-46 est une option disponible sur la Corvette en 1969 et 1970. Il s'agit d'une version ZQ3 modifiée avec un rapport volumétrique de 11.0:1, pour obtenir une puissance de 355 ch (261 kW) à 5 600 tr/min, et 515 N m à 3 800 tr/min. Ce moteur ne sera plus produit après 1970.
- LT-1

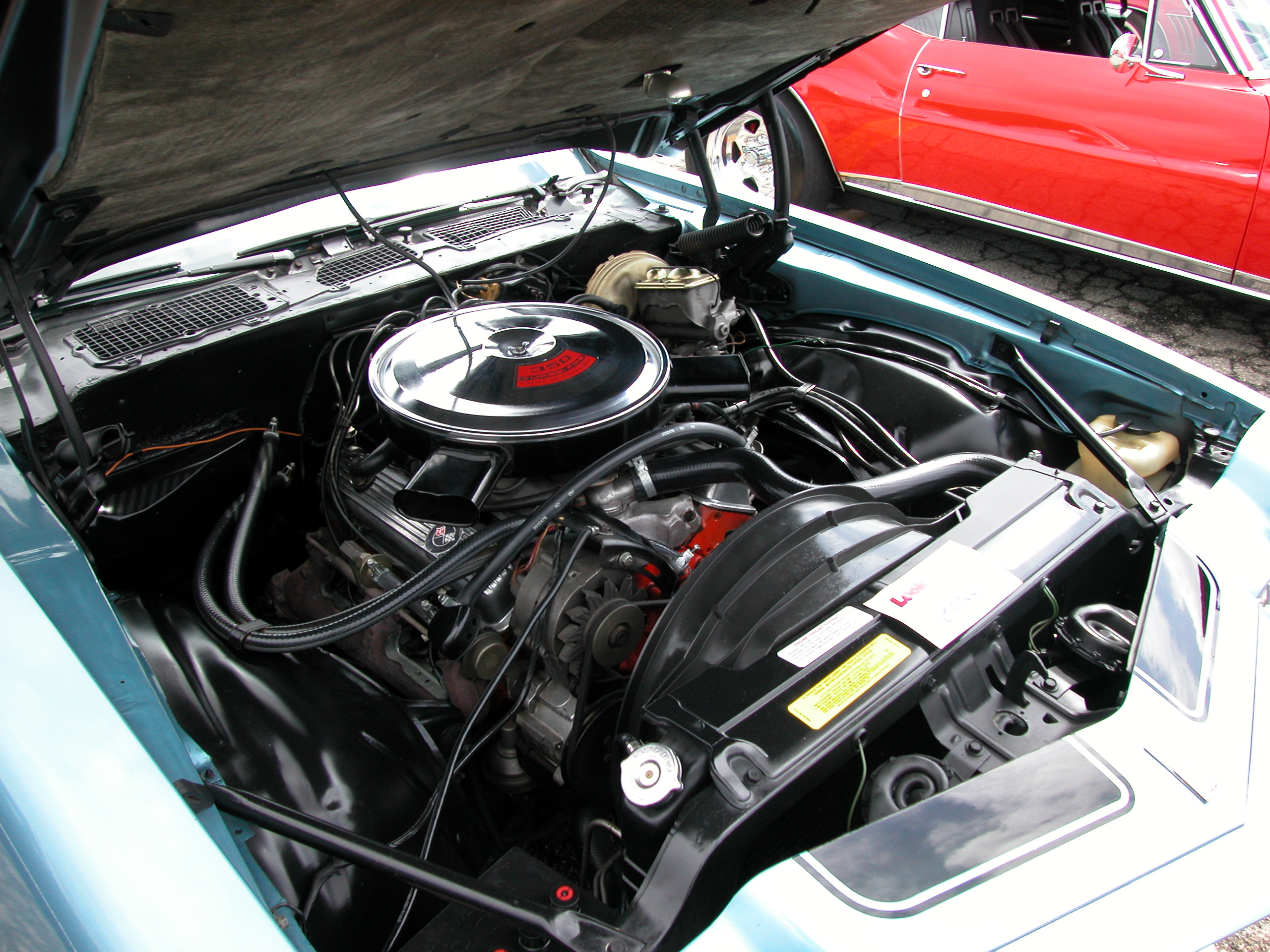
LT-1 monté sur une Chevrolet Camaro Z28 de 1970

La version LT-1 (à ne pas confondre avec le LT-1 moderne) est la version la plus poussée du 350 en 1970. Disponible sur la Camaro Z28, ainsi que sur la Corvette, il se caractérise par des poussoirs mécaniques, un arbre à cames à grande levée, un carburateur quadruple corps 780 CFM monté sur une pipe d'admission en aluminium, et un échappement à faible restriction. Le taux de compression étant de 11.0:1, le moteur développe 375 ch (276 kW) à 6 000 tr/min et 515 N m à 4 000 tr/min. Mais en 1971, le taux de compression chute (9.0:1 au lieu de 11.0:1), et la puissance est de 335 ch (246 kW) à 5 600 tr/min. En 1972, la puissance nette est de 259 ch (190 kW) à 5 600 tr/min, pour un couple de 380 N m à 4 000 tr/min. C'est la dernière année pour le LT-1.
- L82

Le moteur L82 est l'option « hautes performances » sur la Corvette entre 1973 et 1980. Il remplace le LT-1, mais conserve un taux de compression de 9.0:1. La puissance est de 253 ch (186 kW) à 5 200 tr/min, le couple est de 386 N m à 4 000 tr/min pour 1973. En 1975, le moteur perd 46 chevaux (34 kW) et 41 N m de couple (208 ch (153 kW) à 4 800 tr/min, 346 N m à 3 600 tr/min). La puissance du L82 augmente d'année en année, pour s'établir à 228 ch (168 kW) pour 5 200 tr/min et 366 N m pour 3 600 tr/min en 1979. En 1980, dernière année pour le L82, le moteur gagne 10 ch et 20 N m.
- L81

Le moteur L81 est le seul moteur disponible sur la Corvette en 1981. Il remplace le L82, avec une puissance plus faible (193 ch (142 kW) et 380 N m), et un taux de compression de 8.2:1. Ce moteur éphémère sera remplacé en 1982 par le L83.
- L98

Le moteur L98 est une évolution du 350 originel, dans le sens où il adopte une injection électronique. Sur les Corvette post-1986, les culasses sont en aluminium. En 1985, le moteur possède un taux de compression de 9.5:1, pour une puissance de 233 ch (172 kW) à 4 000 tr/min, et 447 N m de couple à 3 200 tr/min. La compression augmentera en 1991, sans modifier la puissance. Ce moteur disparait en 1992.
- LM1

Le LM1 est le 350 de base sur tous les modèles Chevrolet (à l'exception de la Corvette). Introduit en 1974, sa puissance est de 162 ch à 3 800 tr/min, et son couple est de 339 N m à 2 400 tr/min. Ce moteur possède un carburateur quadruple corps et un rapport volumétrique de 8.5:1. Au fur et à mesure des années, il s'est modernisé, en adoptant par exemple l'allumage électronique. Il disparait en 1988.
- L05

Le L05 est le remplaçant du LM1. Équipé de l'injection électronique et possédant un taux de compression de 9.8:1 (sur les Caprice 9C1), il développe 198 ch à 4 400 tr/min, et 393 N m de couple à 2 400 tr/min. À l'origine destiné aux pick-ups et utilitaires, ce moteur est installé dans les Chevrolet Caprice et Buick Roadmaster. Il est remplacé par le L31, qui, sous le nom de Vortec 5700, perdurera jusqu'en 2005.

### 302
Pour les besoins du championnat Trans-Am, Chevrolet a construit entre 1967 et 1969 des moteurs de 5 litres de cylindrée, celui-ci équipe la Camaro Z/28 de 1967 à 1969. Ce moteur présente un alésage de 101,60 mm et une course de 76,2 mm. Il possède deux carburateurs quadruple corps Holley 600 CFM (en 1969), et un rapport volumétrique de 11.0:1. Il est doté d'un échappement à faible restriction et des silencieux de type « chambered exhaust » , produisant un bruit rauque caractéristique à haut régime. Le moteur produit officiellement 294 ch (216 kW) à 5 800 tr/min et 393 N m à 4 200 tr/min, mais le chiffre réel est aux alentours de 355 ch (261 kW). Ce moteur a la caractéristique d'être réglé pour une utilisation sur circuit, ce qui réduit fortement son usage routier : le couple n'arrive que vers 4 000 tr/min, mais la plage d'utilisation s'étend jusqu'à plus de 7 000 tr/min.

## Moteur400à alésage de104,78mm
C'est le seul moteur à posséder un alésage de 104,78 mm. Installé sur les automobiles Chevrolet entre 1970 et 1976, ce moteur produit en 1970 269 ch (198 kW). À partir de 1971, la puissance décline. En 1972, la puissance est réduite à 177 ch (130 kW). La puissance ne bougera plus jusqu'en 1976. Ce moteur est moins connu que son homologue 402 de la famille Big-Blocks.

## Moteur à alésage de93,22mm
Cette famille compte le moteur 262 et son dérivé 305.

### 262
Le 262 a été produit entre 1975 et 1976, date à laquelle il est remplacé par le 305. La course du moteur est de 78,7 mm, et le taux de compression est de 8.5:1. Il développe 112 ch (82 kW) à 3 600 tr/min, et 271 N m de couple à 2 000 tr/min. Il est équipé uniquement d'un carburateur double corps.

### 305
Ce moteur, lancé en 1977, est connu pour ses possibilités de préparation, et pour l'interchangeabilité de certaines pièces avec le 350. Il a existé en plusieurs versions :
- LG3

Le moteur LG3 est le premier 305 à voir le jour. Il est équipé d'un carburateur double corps Rochester 2GC, remplacé en 1979 par un carburateur Dualjet. Son taux de compression de 8.5:1 lui permet de produire 142 ch (104 kW) à 3 800 tr/min, et 332 N m de couple à 2 000 tr/min. En 1978, la possibilité d'opter pour un carburateur quatre corps augmente la puissance à 162 ch (119 kW). Ce moteur est supprimé en 1981.
- LG4

Le LG4 se différencie du LG3 par son carburateur quadruple corps de série. En 1985, l'installation d'un détecteur de cliquetis permet l'augmentation du taux de compression à 9.3:1 et une cartographie d'allumage plus agressive. La puissance passe alors à 172 ch (127 kW) à 4 400 tr/min, et 339 N m à 2 800 tr/min. Ce moteur disparait en 1987.
- L69

Le moteur L69 est une version plus poussée du 305, introduite en 1983. Il possède l'arbre à cames du 350 L83, ainsi qu'un taux de compression de 9.5:1. L'adjonction d'un détecteur de cliquetis permet d'augmenter l'efficacité de l'allumage. En conséquence, ce moteur produit 193 ch (142 kW) à 4 800 tr/min, et 325 N m à 3 200 tr/min. Introduit en 1983, il équipe la Monte Carlo Super Sport, et était optionnel sur la Firebird Trans Am,, la Camaro Z28, et l'IROC-Z,. Il a disparu en 1986.
- LE9

Le moteur LE9 possède le même taux de compression que le L69, mais avec l'arbre à cames du 350 LM1. Supprimé du catalogue en 1986, ce moteur produit 167 ch (123 kW) à 4 000 tr/min, et 339 N m à 2 000 tr/min. Il possède toujours un carburateur quadruple corps.
- LB9

Le LB9 est le premier moteur 305 à recevoir l'injection électronique (nommée « TPI » pour « Tuned-Port fuel Injection »). Il possède le même taux de compression que le L69. L'utilisation de l'injection lui permet de produire 193 ch (190 kW) à 4 000 tr/min ou 218 ch (160 kW) à 4 400 tr/min (373 N m à 2 800 tr/min, ou 373 N m à 3 200 tr/min). La puissance du moteur augmente d'année en année, pour atteindre 223 ch (164 kW) à 4 400 tr/min en 1988, avec 393 N m de couple à 3 200 tr/min. Ce moteur disparait en 1992.
- LO3

Le LO3 apparait en 1987 pour remplacer les LG4, L69 et LE9 à carburateurs. Il dispose de l'injection électronique et d'un taux de compression de 9,3:1 (comme le LG4). Il produit l'année de son lancement 172 ch (142 kW) à 4 000 tr/min, avec 346 N m de couple à 2 400 tr/min. Sur les pick-up construits entre 1993 et 1995, la puissance est de 193 ch (142 kW) à 4 400 tr/min, pour un couple de 373 N m à 2 400 tr/min. Ce moteur est supprimé en 1995. C'est la dernière version du 305.

## Moteur267à alésage de88,9mm
Ce moteur possède une course de 88,39 mm et a été construit de 1979 à 1982. Il était équipé d'un carburateur double corps Rochester Dualjet 210. Destiné à être le moteur d'entrée de gamme des Chevrolet, sa carrière a été écourtée en raison de l'impossibilité de respecter les normes anti-pollution, il n'aura « vécu » que trois ans.